# Ramón Vilalta Pujol

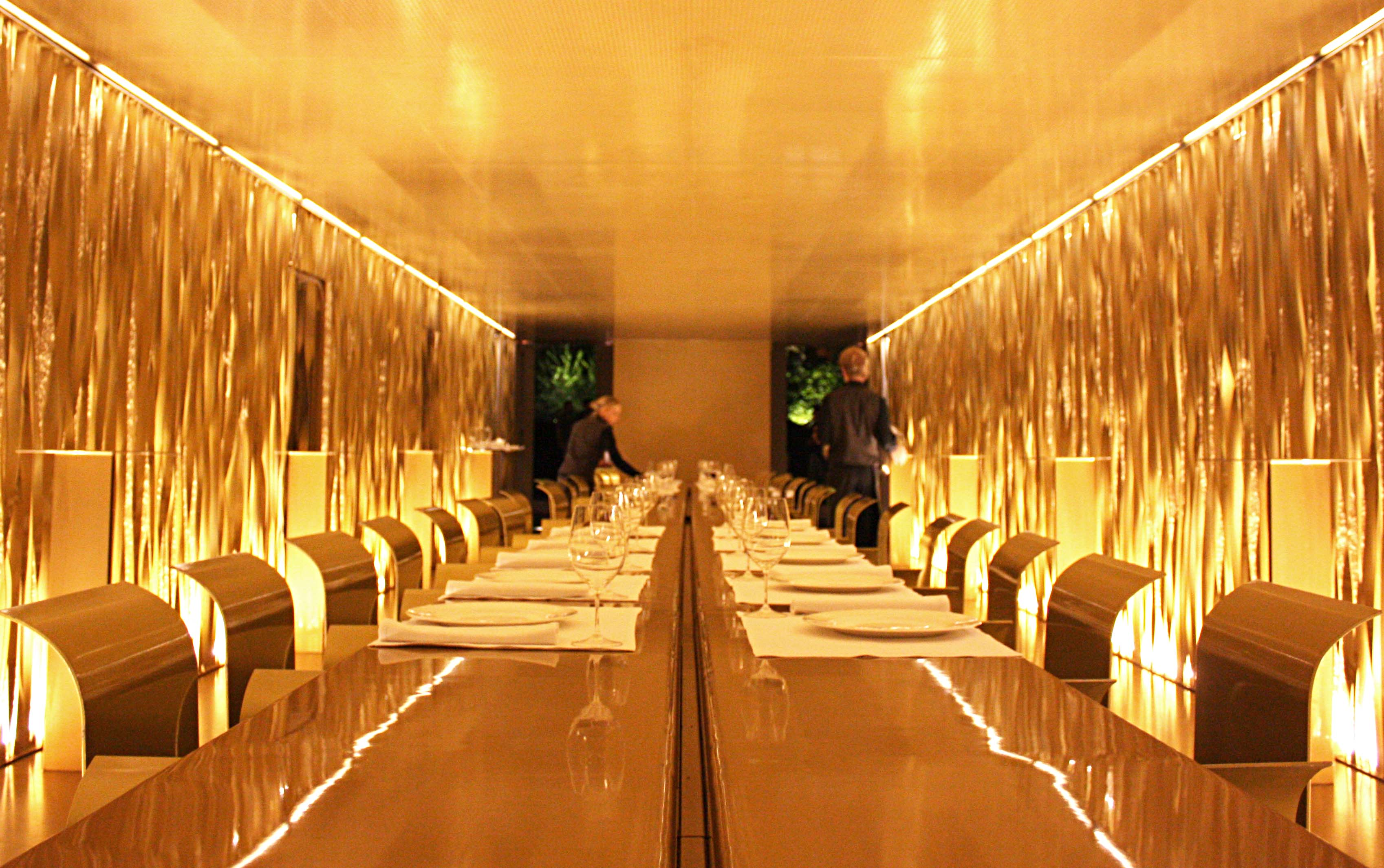
"Les cols" Restaurant von RCR arquitectes

Ramón Vilalta Pujol (* 25. April 1960 in Vic) ist ein spanischer Architekt.

## Leben
Ramón Vilalta absolvierte von 1973 bis 1976 die Kunstschule in Olot (Escola d’Art i Superior de Disseny d’Olot). Als Architekt graduierte er 1987 an der Escola Tècnica Superior d’Arquitectura del Vallès (ETSAV) der Universitat Politècnica de Catalunya (UPC).
1988 gründete er zusammen mit seinen ehemaligen Studienkollegen Carme Pigem Barceló und Rafael Aranda Quiles in Olot das Architekturbüro RCR Arquitectes. Von 1987 bis 1989 folgte ein Masterstudium im Fach Landschaftsarchitektur an der Escola Tècnica Superior d’Arquitectura de Barcelona (ETSAB) der UPC in Barcelona. Von 1989 bis 2001 lehrte er als Professor für Städtebau, Urbanismus und Landschaftsarchitektur an der ETSAV in Sant Cugat del Vallès.
2017 erhielt Vilalta zusammen mit den beiden genannten RCR-Kollegen den renommierten Pritzker-Architektur-Preis.